# Роменский, Евгений Андреевич
Евгений Андреевич Роменский (2 марта 1929, Днепропетровский округ, Украинская ССР — 23 июня 1990, Макеевка, Донецкая область) — горнорабочий очистного забоя шахты № 8-8-бис треста «Красногвардейскуголь» комбината «Донецкуголь» Министерства угольной промышленности Украинской ССР, Сталинская область. Герой Социалистического Труда (1966).

## Биография
Родился в 1913 году в одном из населённых пунктов Днепропетровского округа. В 1950-х годах — сталевар Донецкого металлургического завода, затем — горнорабочий очистного забоя шахты № 8-8-бис треста «Красногвардейскуголь». В 1962 году назначен бригадиром горнорабочих очистного забоя.
Бригада под его руководством ежегодно показывала высокие трудовые результаты, досрочно завершив коллективное обязательство и плановые задания Семилетки (1959—1965). Указом Президиума Верховного Совета СССР от 29 июня 1966 года удостоен звания Героя Социалистического Труда за «выдающиеся заслуги в выполнении задания семилетнего плана по развитию угольной и сланцевой промышленности и достижение высоких технико-экономических показателей в работе» с вручением ордена Ленина и золотой медали «Серп и Молот».
После выхода на пенсию проживал в Макеевке. Умер в июне 1990 года.
Память
22 августа 2006 года в Макеевке на доме № 48 по улице Малиновского была установлена мемориальная доска.

## Награды
- Герой Социалистического Труда
- Орден Ленина
- Орден Октябрьской Революции (19.02.1974)